# مغازه عتیقه‌فروشی
عتیقه‌فروشی (به انگلیسی: The Old Curiosity Shop) نام یک کتاب ادبی است که توسط چارلز دیکنز، نویسندهٔ اهل انگلستان نوشته شده‌است.
چندین فیلم و سریال بر اساس این داستان ساخته شده‌اند که از معروف‌ترین آنها به ویژه در ایران، انیمیشن ژاپنی دختری به نام نل را می‌توان نام برد.
این کتاب در ایران با نام دختری به نام نل با ترجمه حمیدرضا آتش برآب از انتشارات علمی و فرهنگی منتشر شد.